# Фор-Лажонкьер, Жан-Пьер Антуан
Жан-Пьер Антуан Фор-Лажонкьер (фр. Jean-Pierre Antoine Faure-Lajonquière; 1768—1807) — французский военный деятель, полковник (1803 год), участник революционных и наполеоновских войн.

## Биография
Жан-Пьер начал военную службу 13 июля 1791 года, когда записался добровольцем в 4-й батальон волонтёров своего родного департамента. Его батальон был отправлен в Альпийскую армию, и он способствовал взятию Ниццы. 1 января 1793 года произведён в капитаны, и возглавил гренадерскую роту в рядах дивизии генерала Дюга. Отличился храбростью при осаде и взятии Тулона, свидетелем которой стала вся армия. 4 апреля 1794 года во главе 100 стрелков он в полдень переправился через Тек, атаковал и захватил пост из 150 человек и снова переправился через реку, потеряв только 3 человека убитыми и 7 ранеными. Это действие происходило в присутствии неприятельской кавалерии, которая так и не решилась атаковать. 1 июля 1795 года его батальон был слит путём амальгамы с 130-й пехотной полубригадой, после чего переведён в Армию Восточных Пиренеев.
В конце 1795 года определён в Итальянскую армию. 23 ноября 1795 года во главе двух гренадерских рот штурмом взял австрийский укреплённый пост в Шартрёз дю Тюиранно, где захватил вражеского генерала Тирнея со штабом и ещё 471 пленного. 12 марта 1796 года 130-я полубригада был слита с 4-й пехотной полубригадой. В ходе кампании 1796-97 годов в Италии участвовал в большом количестве важных сражений. 13 апреля 1796 года ранен камнем в грудь при штурме Кассерии. При Кастильоне 5 августа 1796 года с 80 стрелками, содействуя маршу 2-го батальона, бесстрашно атаковал вражеские аванпосты, и помог войскам взять 3 орудия и 6 кессонов, которые сильно тревожили его полк. После этого прикрывал отход 15-тысячного корпуса, попавшего в окружение. В ходе данных действий его люди потеряли 1 офицера и 46 солдат убитыми и ранеными. 15 сентября 1796 года получил осколочное ранение в правое бедро навылет при Сен-Жорже.
В 1798 году переведён в Английскую армию. В 1799 году присоединился к французским войскам генерала Брюна, расквартированным в Батавской республике, и участвовал в отражении англо-русского десанта в Северную Голландию.
3 января 1800 года был переведён в полк пеших гренадер гвардии Консулов, и 14 июня отличился в сражении при Маренго во главе своей роты. 6 декабря 1801 года был произведён в командиры батальона данного полка. 29 января 1802 года женился на Антуанетте Демаши (фр. Antoinette Jeanne Rosalie Demachy; 1779—1846).
22 декабря 1803 года дослужился до звания полковника, и был поставлен во главе 76-го полка линейной пехоты, который с 1804 года входил в состав Армии Ганновера. 11 апреля 1805 года его полк присоединился к пехотной дивизии генерала Луазона, которая 29 августа 1805 года вошла в 6-й армейский корпус маршала Нея Великой Армии. Принимал участие в Австрийской кампании, отличился при Эльхингене и при захвате Форта Шарниц в Тироле. Участвовал в Прусской и Польской кампаниях 1806-07 годов, сражался при Йене, был при взятии Магдебурга и при Деппене. 14 июня 1807 года был тяжело ранен пулей в сердце навылет в ходе атаки во главе своего полка в сражении при Фридланде и умер на следующий день в Домнау в возрасте 39 лет. Маршал Ней живо сожалел о гибели этого храброго офицера, чьи таланты и мужество он высоко ценил.

## Воинские звания
- Младший лейтенант (11 ноября 1791 года);
- Лейтенант (8 марта 1792 года);
- Капитан (1 января 1793 года);
- Капитан гвардии (3 января 1800 года);
- Командир батальона гвардии ( 6 декабря 1801 года);
- Полковник (22 декабря 1803 года).

## Награды
Легионер ордена Почётного легиона (11 декабря 1803 года)
 Офицер ордена Почётного легиона (14 июня 1804 года)
 Коммандан ордена Почётного легиона (25 декабря 1805 года)